# Pusha T
Pusha T, pseudonimo di Terrence Thornton (New York, 13 maggio 1977), è un rapper statunitense. Dopo aver fatto parte del duo musicale Clipse, a partire dal 2010 si è dedicato stabilmente alla sua carriera da solista, pubblicando 4 album. Nel 2020 ha fondato una propria etichetta discografica.
I suoi dischi sono caratterizzati da strumentali old school, ed il macrotema della sua musica è lo spaccio di cocaina.

## Biografia
Originario del Bronx di New York, è cresciuto a Norfolk (Virginia).
Nel 1992 insieme a suo fratello Gene ha formato il duo Clipse che, con l'aiuto di Pharrell Williams, ha firmato un contratto con la Elektra Records e ha pubblicato l'album Exclusive Audio Footage nel 1997. Pusha T ha collaborato nel 1999 con Kelis (Good Stuff). Nel 2004 ha preso parte al gruppo Re-Up Gang, associato all'etichetta Re-Up Records.
Nel 2010 ha firmato un contratto da solista con la GOOD Music di Kanye West e ha collaborato con quest'ultimo in diversi progetti come il singolo Mercy e come membro del collettivo GOOD Music, assieme anche a Big Sean e 2 Chainz, che ha pubblicato l'album Cruel Summer nel 2012. Nel novembre 2011 ha pubblicato il suo primo EP da solista, Fear of God II: Let Us Pray.
Nell'ottobre 2013 ha pubblicato il suo primo album in studio da solista, My Name Is My Name, che ha raggiunto la quarta posizione della classifica Billboard 200.
Tra il 2011 ed il 2014 ha collaborato con Pixie Lott, Tyler, the Creator, Kanye West, Future, Rick Ross, Chris Brown, Kelly Rowland, Kendrick Lamar e altri.
Nel novembre 2015 è stato nominato presidente della GOOD Music. Nel 2017 è stato pubblicato il singolo Good Goodbye dei Linkin Park, che ha visto anche la partecipazione di Pusha T e del rapper britannico Stormzy.
Nel maggio 2018 ritorna in scena con la pubblicazione dell'album Daytona, interamente prodotto da Kanye West e molto chiacchierato per il dissing a Drake nella traccia Infrared.
Nel 2020 Pusha T ha fondato una propria etichetta discografica chiamata Victor Victor Worldwide, seppur senza interrompere i rapporti con altre etichette intrapresi precedentemente. Da questo momento in avanti l'artista pubblica vari singoli e collaborazioni, lavorando nel frattempo ad un quinto album in studio.

## Discografia

### Da solista

#### Album in studio
- 2013 – My Name Is My Name
- 2015 – King Push – Darkest Before Dawn: The Prelude
- 2018 – Daytona
- 2022 – It's Almost Dry

#### Mixtape
- 2011 – Fear of God
- 2013 – Wrath of Caine

### EP
- 2011 – Fear of God II: Let Us Pray

### Con la GOOD Music
- 2012 – Cruel Summer

## Filmografia
- The After Party, regia di Ian Edelman (2018)